# Irish League 1895-1896
L'Irish League 1895-1896 è stata la 6ª edizione della prima divisione del campionato nordirlandese di calcio.
Il campionato era formato da sole quattro squadre e il Distillery vinse il titolo dopo uno spareggio con Cliftonville. Non vi furono retrocessioni.

## Classifica finale
| Pos. | Squadra      | G | V | N | P | GF | GS | Punti |
| ---- | ------------ | - | - | - | - | -- | -- | ----- |
| 1    | Distillery   | 6 | 3 | 2 | 1 | 17 | 12 | 8     |
| 2    | Cliftonville | 6 | 3 | 2 | 1 | 14 | 9  | 8     |
| 3    | Linfield     | 6 | 2 | 1 | 3 | 10 | 14 | 5     |
| 4    | Glentoran    | 6 | 1 | 1 | 4 | 13 | 19 | 3     |

G = Partite giocate; V = Vittorie; N = Nulle/Pareggi; P = Perse; GF = Goal fatti; GS = Goal subiti; 

### Spareggio per il titolo
- Distillery FC 2-1 Cliftonville FC